# Mazraeh-ye Khalil Rowshan va Amir Khamushi
Mazraeh-ye Khalil Rowshan va Amir Khamushi (em persa: مزرعه خليل روشن واميرخاموشي, também romanizada como Mazra‘eh-ye Khalīl Rowshan va Amīr Khāmūshī) é uma aldeia do distrito rural de Faragheh, no condado de Abarkuh, na província de Yazd, Irã.